# 美努浄麻呂
美努 浄麻呂（みの の きよまろ）は、飛鳥時代の貴族。氏は美弩とも記される。姓は連。官位は従五位下・大学博士。

## 経歴
文武朝の慶雲2年（705年）新羅使・金儒吉らの入京と同日に従六位下から四階昇進して従五位下に叙爵する。慶雲3年（706年）遣新羅大使に任命される（副使は対馬堅石）。同年新羅に渡海して聖徳王から勅書を与えられ、翌慶雲4年（707年）学問僧として留学していた義法・義基・惣集・慈定・浄達らを伴って帰国する。
元明朝の和銅元年（708年）遠江守に任ぜられる。のち大学博士も務めた。
『懐風藻』に漢詩作品1首が採録されている。

## 官歴
注記のないものは『続日本紀』による。
- 時期不詳：従六位下
- 慶雲2年（705年） 12月27日：従五位下
- 慶雲3年（706年） 8月21日：遣新羅大使
- 和銅元年（708年） 3月13日：遠江守
- 時期不詳：大学博士[2]